# Сологубов (фамилия)
Сологубов — фамилия; имеет женскую форму Сологубова, и краткую — Сологуб, отражена в топонимах Европейской части России, где и была распространена, наряду с территорией современной Белоруссии, Украины, Латвии, Литвы, и Польши. Представители фамилии принимали самое активное участие в культурно-исторических событиях, происходящих в жизни населяющих эти территории народов. Их верность, смелость, мудрость, таланты, разумное и успешное ведение торговых дел не раз были отмечены соответствующими наградами, званиями и титулами. Первые, исторически освидетельствованное упоминания фамилии Сологубовых в российских источниках относится к XVII веку, в литовских к XV веку.

## Происхождение фамилии
Этимология фамилии Сологубов интересна своим культурно-историческим контекстом, поскольку здесь задействованы корни слов, значение которых причудливым образом оказываются близкими в языках разных народов. Согласно версии, изложенной в этимологическом словаре русского языка , происхождение данных фамилий связывается непосредственно с корнями слов «сало» и «губа», то есть человек с сальными губами.
В то же время, наиболее полное, близкое слово присутствует в украинском языке — «салогуб» и означает «торговец». Близость обеих версий очевидна, поскольку профессия торговца предполагает соответствующий уровень достатка, чтобы иметь губы, рот в сале.
Есть и другая версия или, как минимум, другой источник происхождения фамилии старинного дворянского рода Сологубовых, а также дворянского и графского рода Сологубы. Род Сологуб упоминается в записях Великого Княжества Литовского второй половины XV века . Запись, конечно, была выполнена не кириллицей, а латиницей. Говоря об этимологии фамилий, исследователи упоминают польские корни «sol» (соль) и «gubus» (ловкий), или «guba» (копна), или «huba» (мера площади) .
Однако, если принять во внимание то, что соль еще со времен крестоносцев нередко заменяла деньги при взаиморасчетах, этимология фамилии снова укажет на упомянутую выше профессиональную деятельность. В этом случае, сочетание со словом «gubus» (ловкий) могло означать человека, который ловок с деньгами, то есть проворный в торговом деле, а связка со словом «huba» (мера площади) — возможно, ростовщика, банкира, что в обоих случаях предполагает значительный подъем по социальной лестнице. В пользу подобной трактовки говорит и то, что некоторые видные представители фамилии были казначеями при дворе литовских князей, так, Ян Михал Сологуб служил подскарбием (то есть казначеем) Великого княжества Литовского с 1731 по 1746.
Учитывая активное взаимодействие культур, существует и высокая вероятность того, что современное украинское слово «салогуб» могло быть заимствовано из литовского или польского языков и первоначально звучало как «соллогуб». В любом случае, наиболее правдоподобные версии происхождения фамилии указывают именно на профессиональную сферу деятельности её представителей, то есть на торговлю.

## Дворянский и графский род
В 1695 году «по грамотам Великих Государей, Царей и Великих Князей Иоанна Алексеевича и Петра Алексеевича» представитель фамилии Сологубовых, Григорий Степанович Сологубов был пожалован вотчинами и дворянским титулом «за службу его, ратоборство и храбрость». Герб рода дворян Сологубовых был внесен в часть X «Общего гербовника дворянских родов Российской империи».
Выдержка из гербовника гласит: «Щит разделен на две части, из коих в верхней пространной в красном поле изображена из облака выходящая в латах рука, держащая подъятый вверх меч; в нижней же части в серебряном поле находится зеленого цвета полоса. Щит увенчан дворянскими шлемом и короною с тремя на оной страусовыми перьями. Намет на щите зеленый и красный, подложен серебром».
Герб может рассматриваться, как вариант «Малой Погони» (рука с мечем), которыми удостаивали представителей родов, происходящих из Великого Княжества Литовского.
8 июля 1867 года надворному советнику Льву Александровичу Соллогубу из другой ветви данной фамилии и его потомкам был так же пожалован титул графа. 05 ноября 1866 г. утвержден герб, и внесен в часть XII общего гербовника.
Род Сологубов внесён в VI и V части родословных книг Виленской, Ковенской, Минской, Могилёвской, Подольской и Московской губерний.